# Imboscata di Castellaneta
Le imboscate della Puglia furono una serie di scontri avvenuti fra l'11 settembre e il 13 settembre del 1943, durante la Seconda guerra mondiale, tra i paracadutisti tedeschi e la prima divisione aviotrasportata britannica, nei comuni di Castellaneta, Mottola e Martina Franca, durante l'Operazione Slapstick.

## L'imboscata a Castellaneta
La notte del 10 Settembre il generale George F. Hopkinson decide di inoltrarsi verso nord da 2 lati, per tentare di vedere se i tedeschi fossero ancora presenti in massa e se fossero in grado di contrattaccare. Mentre le truppe della 4ª Brigata Paracadutista raggiunsero Massafra, i fanti di Hopkinson si spingevano verso Castellaneta iniziando a notare che i tedeschi stavano evacuando l'area. Non appena il generale Heidrich venne a sapere dell'avanzata, sfruttò la conformazione del terreno per posizionare 250 uomini armati di mitragliette leggere e artiglieria, per proteggere la ritirata e preservare le truppe. Gli Italiani, vista la situazione decisero di agire a favore degli Alleati e iniziarono a sabotare la ritirata, tuttavia presto i tedeschi iniziarono a uccidere chiunque si opponesse ai loro ordini, commettendo una strage i paracadutisti uccisero così 22 civili ed un carabiniere. Nonostante la Resistenza nazista, i Britannici sfondarono la linea, anche grazie alla superiorità numerica evidente, e costrinsero i soldati a ritirarsi ben presto e anche in maniera disordinata. Castellaneta così fu raggiunta poco dopo e liberata completamente dall'occupazione tedesca.

## Gli scontri di Mottola
Mottola per quanto riguarda l'operazione fu uno dei punti in cui si combatté di più. Qui la 4ª Brigata paracadutisti arrivò l'11 Settembre, notando che i tedeschi erano ancora presenti nella zona e sapendo che Mottola è situata alla cima di una collina e che ciò sarebbe stato un vantaggio per i tedeschi. Così aspettano l'arrivo dei rinforzi da sud per attaccare da più fronti. La difesa tedesca iniziò ad agire con colpi di artiglieria che ferirono in totale 27 britannici. Dopo l'arrivo del 10 battaglione però presto i tedeschi furono costretti a ritirarsi permettendo di liberare Mottola.

## Conseguenze
La morte del generale Hopkinson fu comunque un duro colpo per la brigata, per il carisma di quest'ultimo e la sua esperienza in ambito militare. Questa imboscata assieme a quella avvenuta a Mottola sono le più sanguinarie dell'Operazione Slapstick e secondo lo storico Liddell Hart poteva essere evitata pianificando meglio l'offensiva. Dal punto di vista tedesco, nonostante le 112 perdite tra Mottola e Castellaneta, la ritirata dei tedeschi evitò una potenziale battaglia che poteva costare caro all'intera divisione paracadutisti presente nella zona. Lo stesso giorno 22 civili e 1 militare di Castellaneta persero la vita per essersi avvicinati alle truppe alleate. Il comandante generale George F. Hopkinson muore in conseguenza delle ferite riportate.